# Будинок О. І. Левченка
Будинок О. І. Левченка — пам'ятка архітектури місцевого значення у Ніжині. Зараз тут розміщується корпус № 1 Ніжинського спеціального медичного коледжу.

## Історія
Спочатку було внесено до «списку нововиявлених пам'яток архітектури» під назвою «Будинок Левченко та Контора державного казначейства».
Наказом Міністерства культури і туризму від 21.12.2012 № 1566 надано статус «пам'ятник архітектури місцевого значення» з охоронним № 10033-Чр під назвою «Будинок почесного громадянина О. І. Левченка».

## Опис
Будинок збудований на початку ХХ століття на 1-й Ліцейській вулиці. Двоповерховий, кам'яний, прямокутний у плані будинок, з чотирисхилим дахом. Фасад прикрашений численним декором, лиштвами, нішами, рустикою. Фасад розділяє міжповерховий карниз, завершується карнизом. Вікна першого поверху чотирикутні, другого арочні.
У 1912 році жіноча гімназія Г. Ф. Крестинської переїхала з будинку Самохіної (Гоголя, 7А) в інше орендоване приміщення Будинок О. І. Левченка. Гімназія мала 9 класів (7 основних, старший та молодші відділи підготовчого класу). З 1910 викладачами були: Г. Феддерс (син Ю. Феддерса), П. Заболоцький, Г. Максимович, Ф. Проценко. У 1920 році перетворена на школу 2-рівня № 10, потім середню школу № 3.